# ZIL (anello centrale di Mosca)
La stazione di ZIL (in russo ЗИЛ?) è posta lungo l'Anello centrale di Mosca. Inaugurata nel 2016, la stazione prende il nome dalla Zavod imeni Lichačëva, la grande industria automobilistica sovietica i cui stabilimenti moscoviti erano nelle vicinanze della stazione; tuttavia, dopo la chiusura dell'industria, avvenuta nel 2013, il grande sito produttivo è stato demolito e ad oggi sono in corso lavori per riqualificare quest'area (di circa 300 ettari) in un grande complesso residenziale. Con una frequenza giornaliera di soli 3.000 passeggeri nel 2018, è una delle stazioni meno frequentate dell'intera linea.